# Nomos Glashütte
Nomos Glashütte ist eine deutsche Uhrenmanufaktur aus Glashütte in Sachsen, die mechanische Armbanduhren mit Handaufzugs- sowie seit 2005 auch mit Automatikwerk herstellt und vertreibt.

## Geschichte

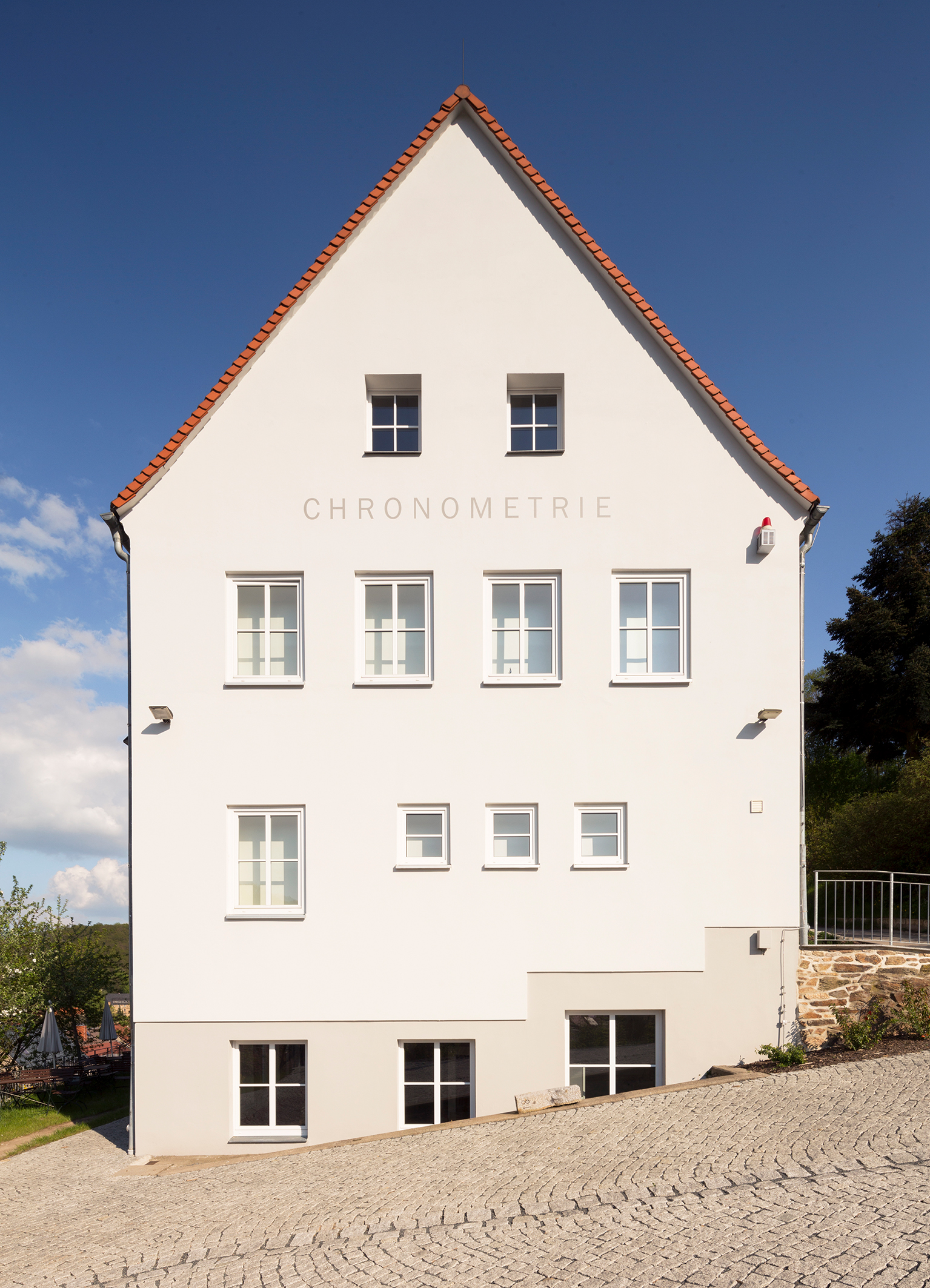
„Chronometrie“ am Erbenhang über Glashütte

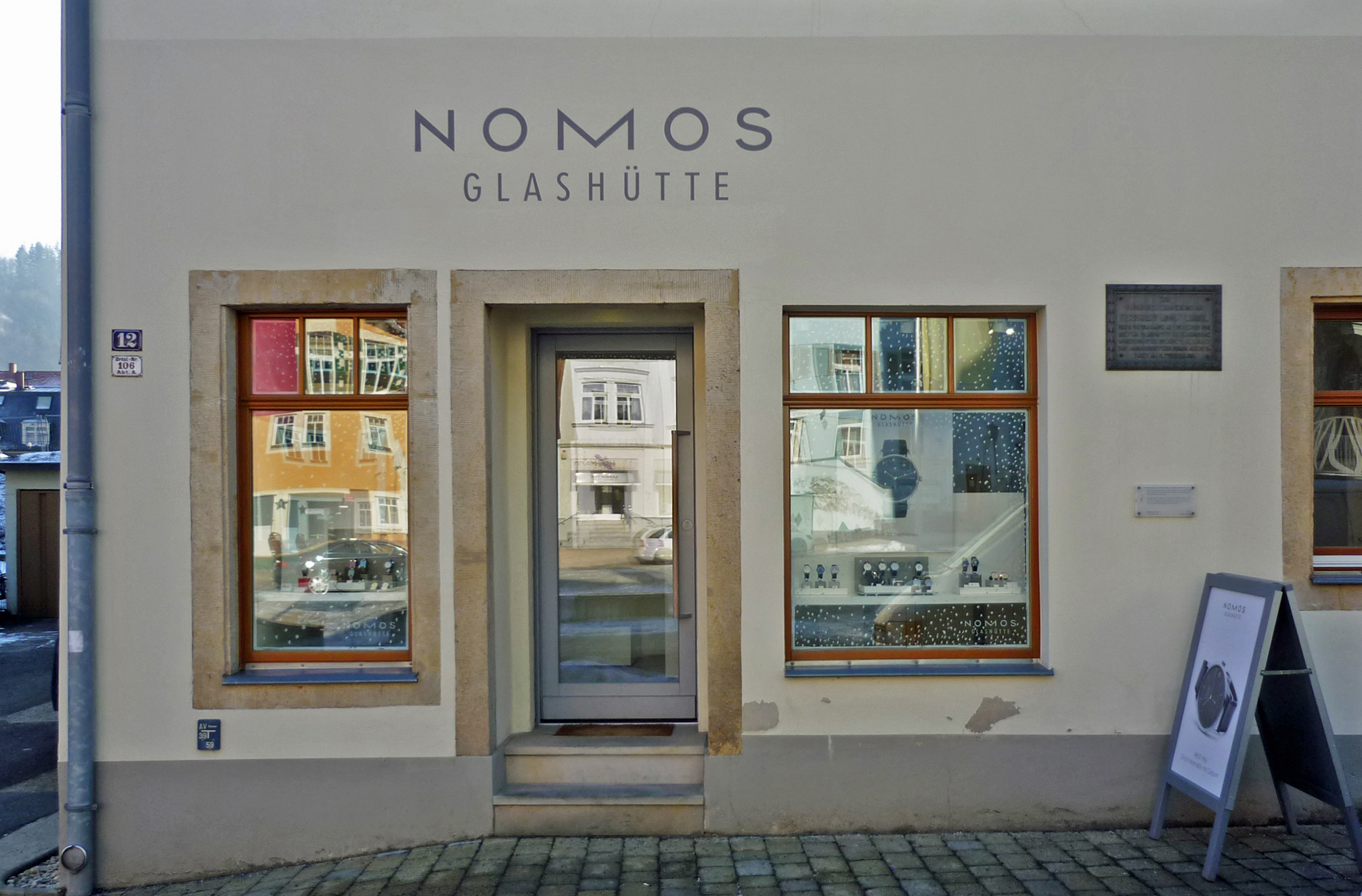
„Kaufhaus“ in Glashütte im Gründungshaus von A. Lange & Söhne

Das Unternehmen Nomos Glashütte wurde 1990 von dem Düsseldorfer Fotografen Roland Schwertner gegründet. Der Unternehmensname nimmt Bezug auf die Nomos-Uhr-Gesellschaft Guido Müller & Co., die von 1906 bis 1910 Schweizer Uhren nach Sachsen importierte und sie anschließend mit dem prestigeträchtigeren (und profitableren) Zusatz „Glashütte/Sachsen“ vertrieb. Die seit 1845 in Glashütte ansässige Uhrenmanufaktur A. Lange & Söhne ließ diese Geschäftspraxis gerichtlich unterbinden, so dass das ursprüngliche Unternehmen Nomos 1910 den Geschäftsbetrieb wieder einstellte. Mehr als den Namen Nomos haben die „Nomos-Uhr-Gesellschaft“ und das heutige Unternehmen „Nomos Glashütte/SA“ aber nicht gemein.
2002 erwarb Nomos von der Stadt das Grundstück der alten Sternwarte Glashütte. Nomos plante die Errichtung einer Sternwarte und eines Gästehauses. Da dieser Plan wegen anderer Projekte nicht umgesetzt werden konnte, verkaufte Nomos das Anwesen 2005 an den Hamburger Juwelier Wempe weiter.
Nomos Glashütte unterhält heute drei Standorte in Glashütte. Im ehemaligen Empfangsgebäude des Bahnhofs Glashütte befindet sich die Verwaltung, in der Chronometrie am Erbenhang über Glashütte arbeitet ein Großteil der angestellten Uhrmacher. Im Stadtteil Schlottwitz wurde im September 2017 eine weitere Fertigungsstätte in Betrieb genommen. Das Marketing verantwortet eine Tochtergesellschaft in Berlin.
Damit eine Uhr als „Glashütter Uhr“ bezeichnet werden darf, muss ein Hersteller aufgrund einer Verordnung aus dem Jahr 2022 mindestens 50 Prozent der Wertschöpfung am Kaliber vor Ort in Glashütte und Umgebung erbringen. Bei Nomos Glashütte sind es heute bis zu 95 Prozent.
Die Geschäftsführung teilen sich Uwe Ahrendt, der als geschäftsführender Gesellschafter verantwortlich ist für die Produktion in Glashütte, Judith Borowski, die als Mitinhaberin Marke und Design verantwortet, und der Gründer Roland Schwertner, der den Verkauf leitet.
Namentlich Mitinhaberin Borowski gehörte bereits 2023 zu den ersten Unternehmerinnen, die vehement auf die Gefahren durch die AfD für die – globalisierte – Wirtschaft hinwies (bezüglich des offenen Unternehmensklimas, der Anwerbung von Fachkräften, dem für eine exportorientierte Firma folgenreichen internationalen Imageschaden, einem möglichen „Dexit“ etc.) und dies seither in Interviews mehrfach wiederholte. Geschäftsführer Ahrendt sitzt für die Grünen im Glashütter Stadtrat.
Am 1. Oktober 2024 wurde die Nomos-Geschäftsführung in Person von Uwe Ahrendt, Judith Borowski und Roland Schwertner in Berlin vom Bundespräsidenten für die „deutsch-deutsche Erfolgsgeschichte“, die Nomos seit 1990 schreibt, mit dem Verdienstorden der Bundesrepublik Deutschland ausgezeichnet.
Nomos Glashütte ist Mitglied im Deutschen Werkbund.

## Uhrenmodelle
Nomos Glashütte begann 1992 mit vier Grundmodellen: „Tangente“, „Orion“, „Ludwig“ und „Tetra“. Später kamen folgende Modelle hinzu: „Tangomat“ (2005), „Club“ (2007), „Zürich“ (2009), „Ahoi“ (2013), „Lambda“ (2013), „Lux“ (2013), „Metro“ (2014), „Minimatik“ (2015) und „Autobahn“ (2018). Regelmäßig werden Sondereditionen angeboten.
Seit 2013 fertigt die Uhrenmanufaktur zur Kollektion aus Stahl auch eine Serie in Gold.
Zudem gibt es von Nomos Glashütte eine kleine Sonnenuhr aus Edelstahl, die mit einem Lederband um den Hals oder am Finger getragen wird.

NOMOS-Glashütte-Uhrenmodelle (Auswahl)
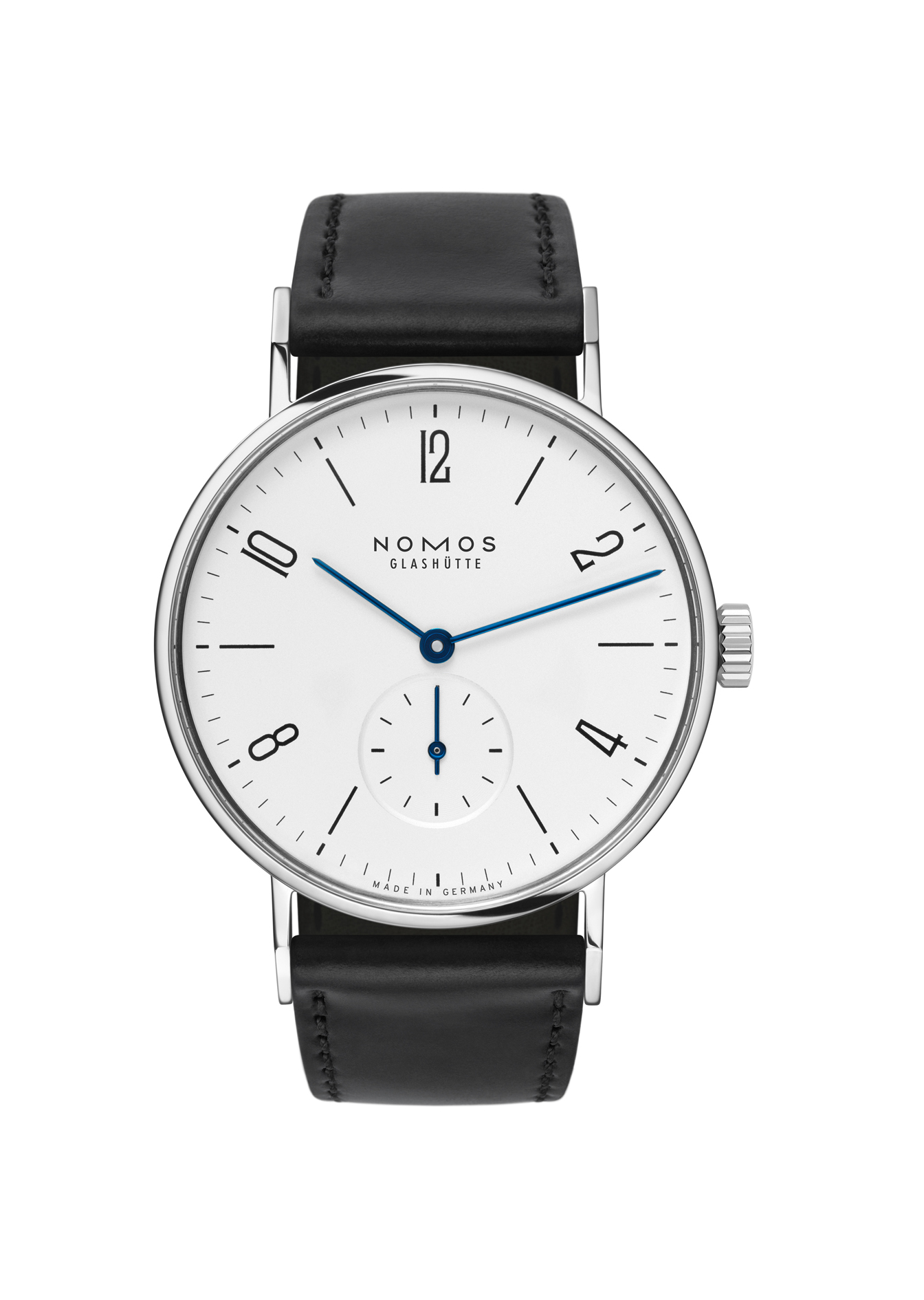
Tangente
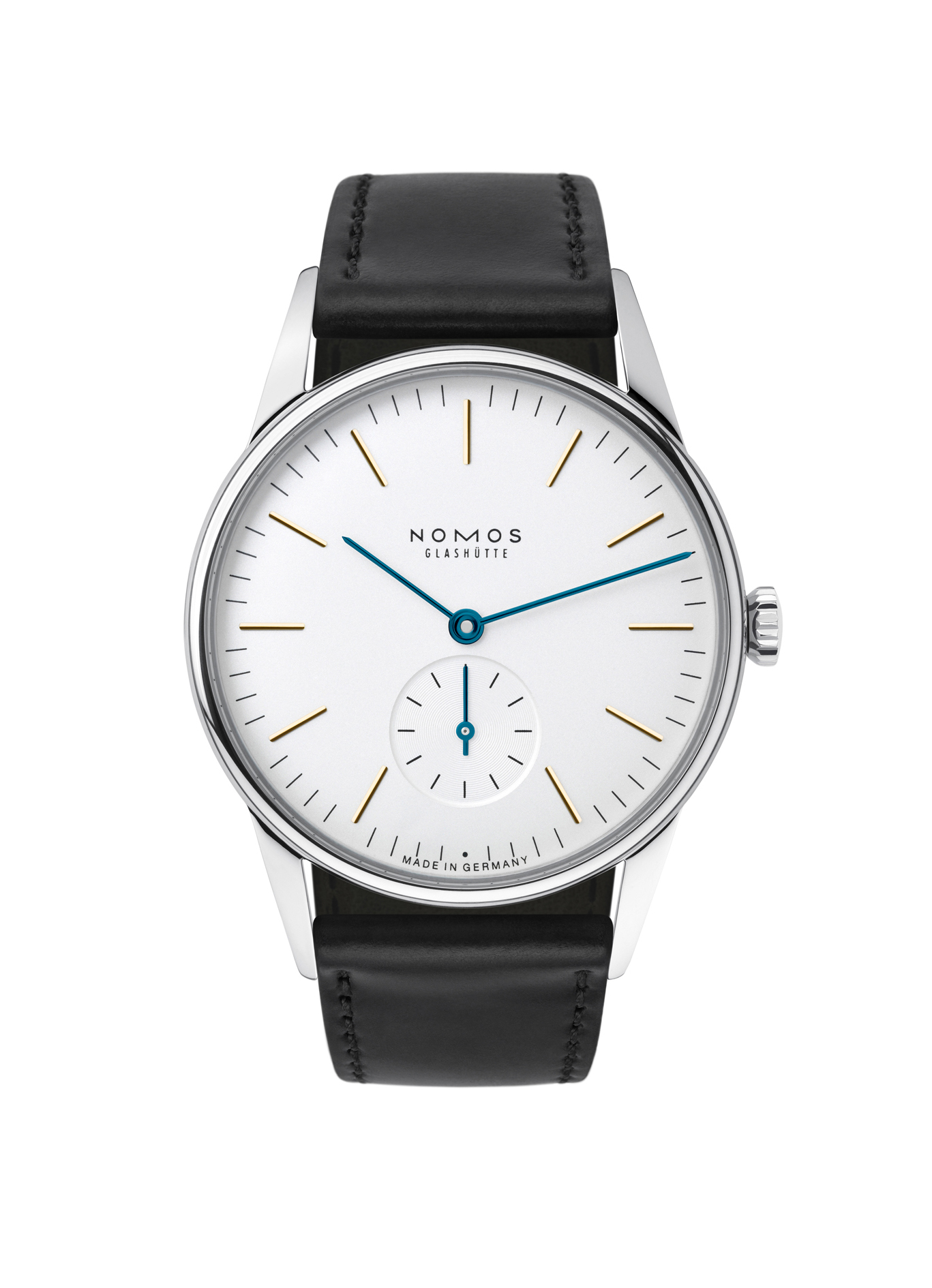
Orion
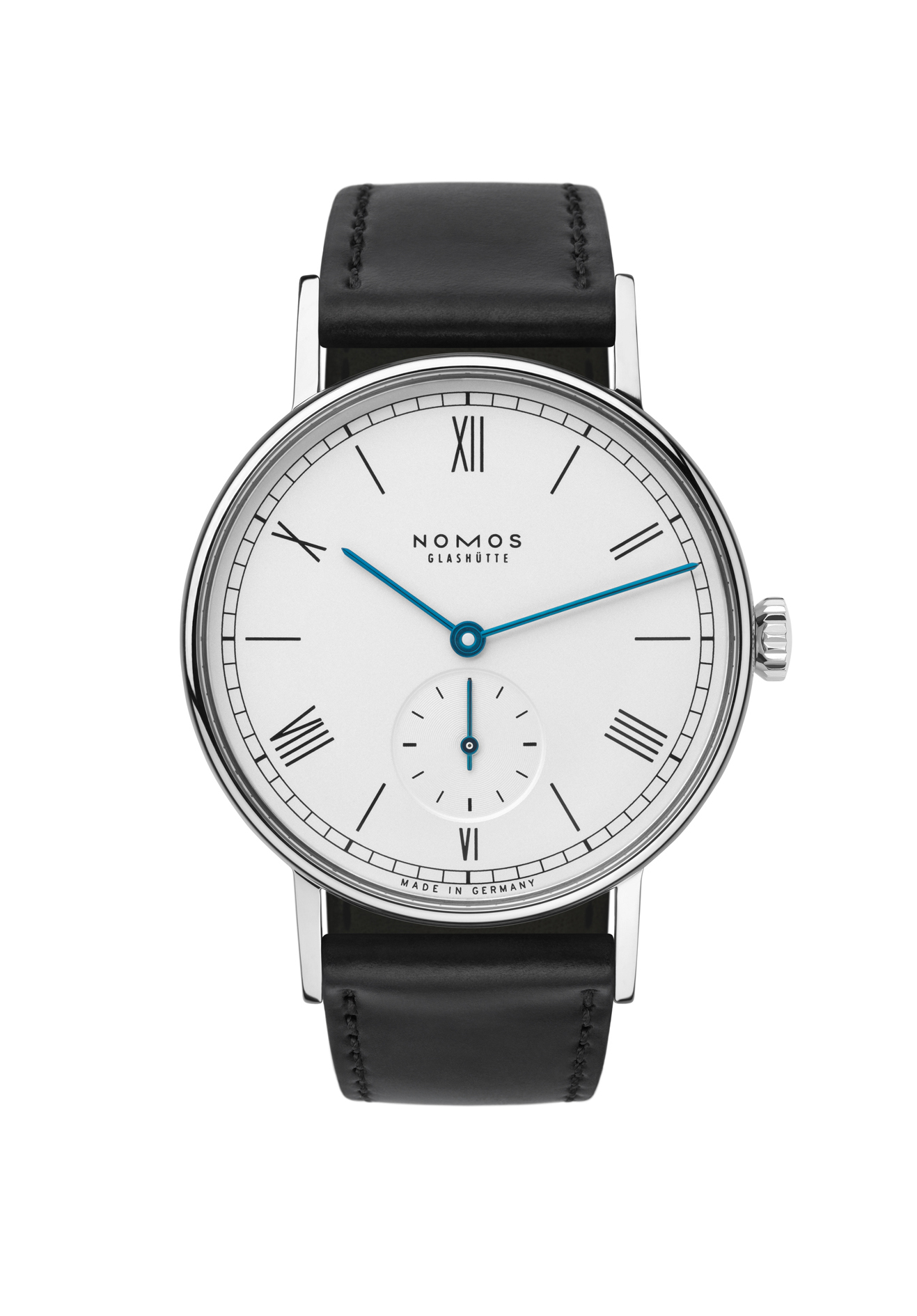
Ludwig
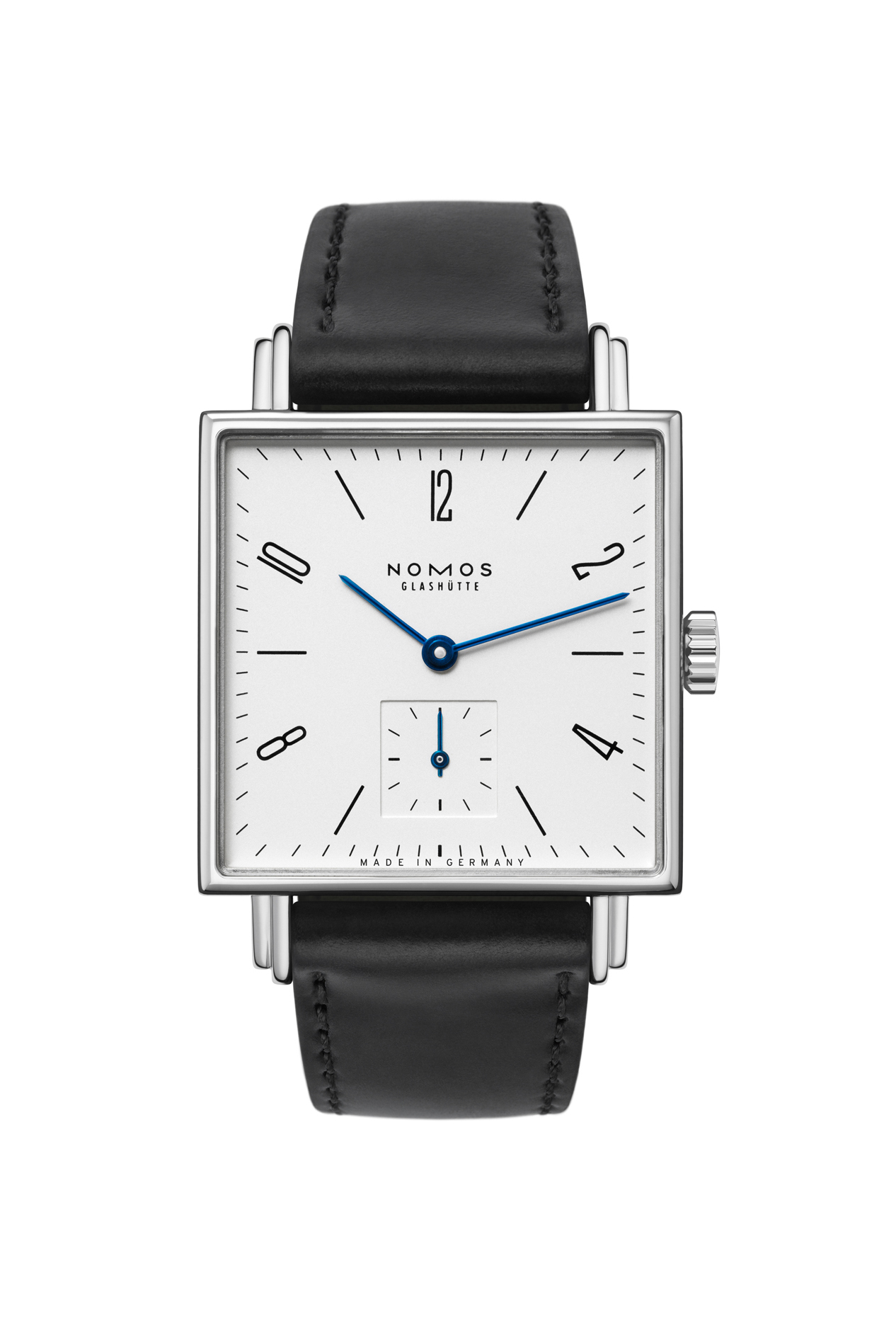
Tetra
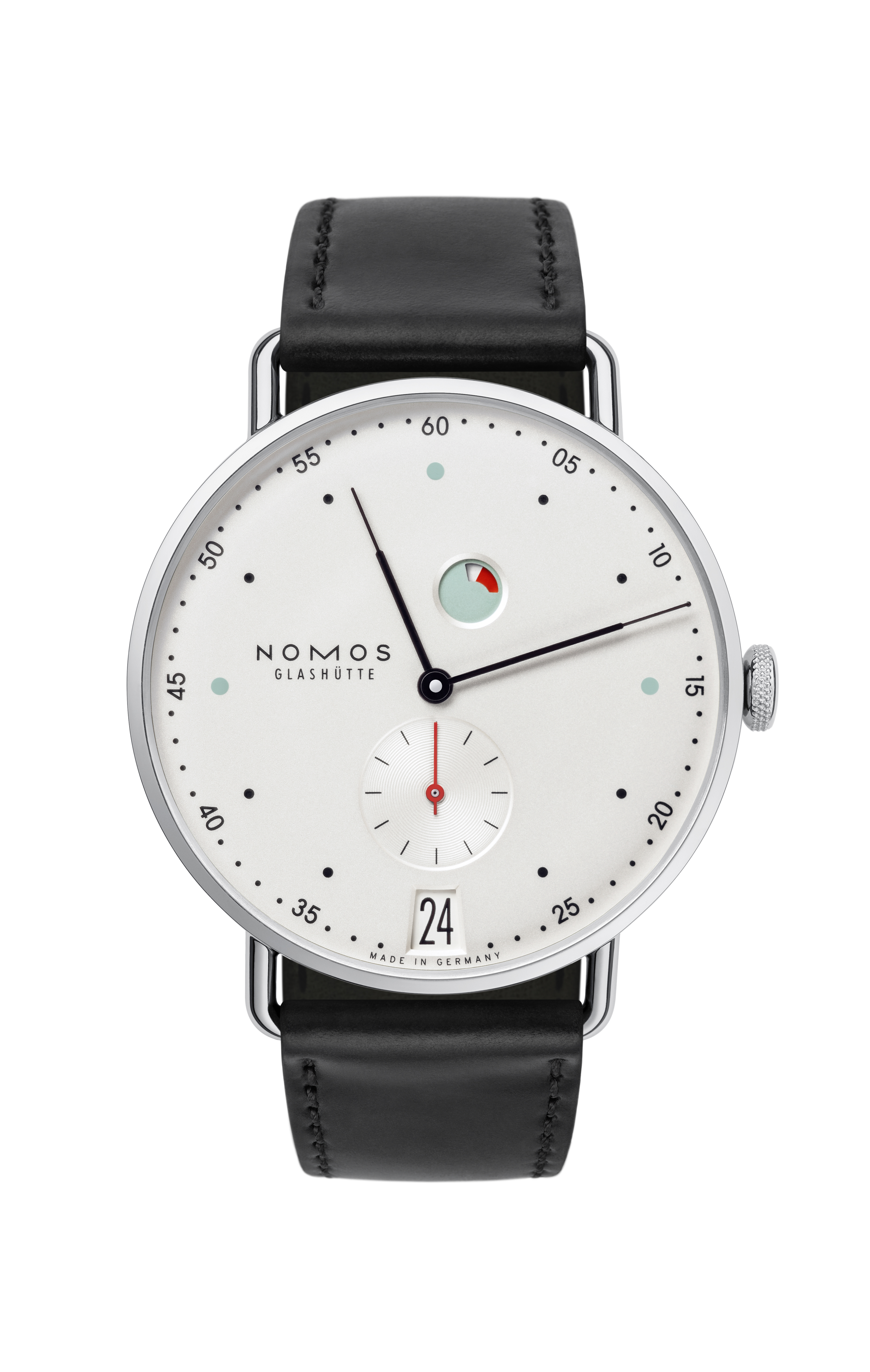
Metro
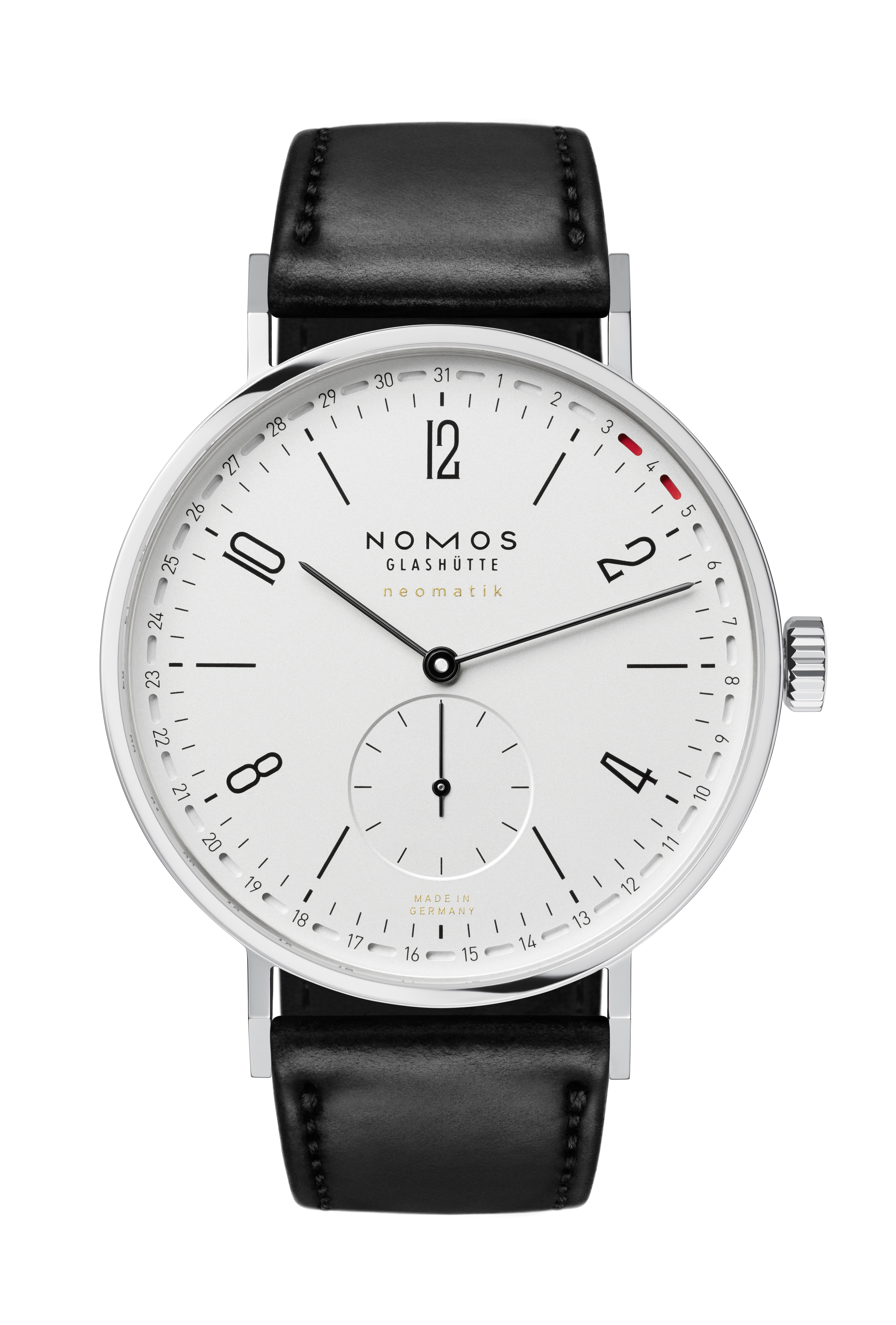
Tangente Update

## Kaliber

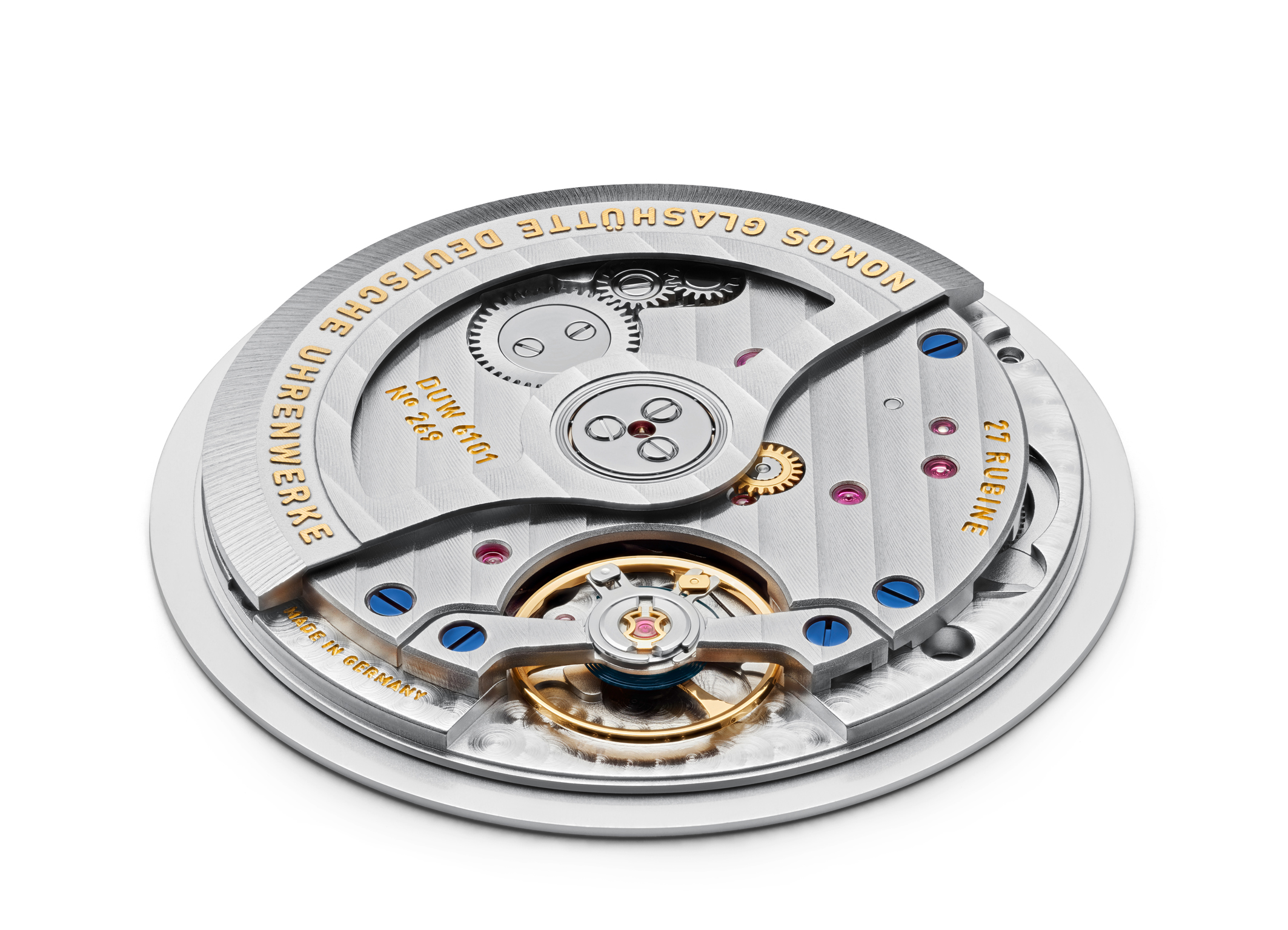
NOMOS-Automatikkaliber neomatik Datum (DUW 6101)

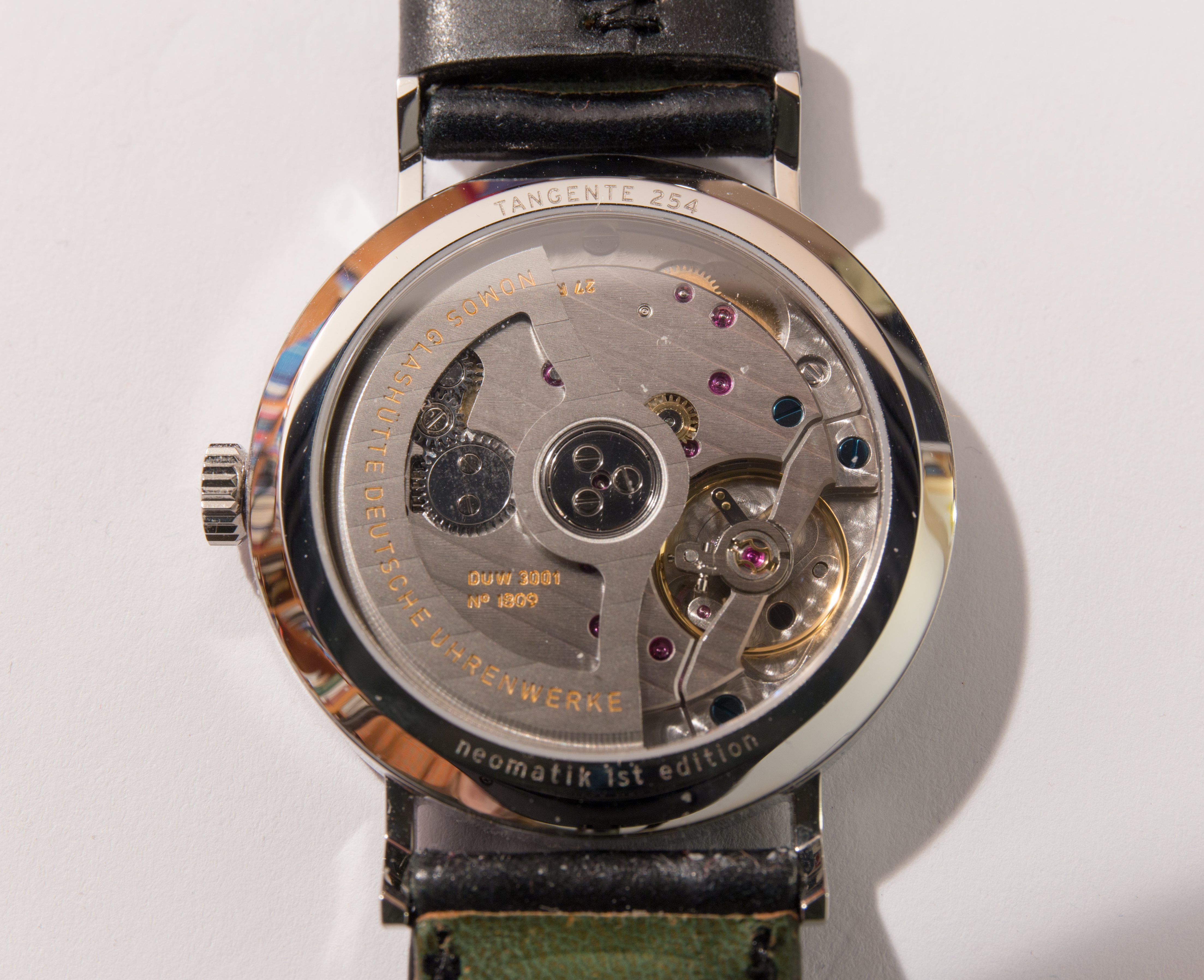
NOMOS-Automatikkaliber neomatik (DUW 3001)

Seit 2005 verbaut Nomos Glashütte nur noch eigengefertigte Uhrwerke, deren Bauteile größtenteils aus eigener Manufaktur stammen. Seit 2015 werden diese sukzessive mit dem hauseigenen Assortiment („Nomos-Swing-System“) ausgestattet und in diesem Zuge umbenannt in „Deutsche Uhrenwerke“ (DUW).
Das Werk DUW 6101 kam 2018 auf den Markt. Es trägt den Namen „neomatik Datum“. „neomatik“ steht für die besonders flachen, von Grund auf neu entwickelten Automatikwerke der Manufaktur, zu denen auch DUW 3001 aus dem Jahr 2015 zählt.
Nomos Glashütte hält mehrere Patente am Kaliber: für den hauseigenen Datumsmechanismus, die Gangreserveanzeige und für die Hemmung.
Die Werke von Nomos Glashütte verfügen über eine Glashütter Dreiviertelplatine, sind rhodiniert sowie mit Glashütter Streifenschliff und Nomos-Perlage verfeinert. Weitere Besonderheiten: Sekundenstopp, Feinregulierung in sechs Lagen, Nomos-Gesperr nach Glashütter Art, temperaturgebläute Schrauben, Sonnenschliff auf Sperr- und Kronrad. Zusätzliche Besonderheiten der Handaufzug Werke DUW 1001 und 2002: Schwanenhalsfeinregulierung, handgravierter Unruhkloben, verschraubte Goldchatons, 84-Stunden-Gangreserve, Doppelfederhaus, Schraubenunruh.

## Auszeichnungen
Nomos-Uhren haben mehr als 160 Designpreise erhalten, unter anderem den German Brand Award,  den European Product Design Award, den iF Design Award, den Good Design Award, den red dot Design Award, den German Design Award, den Green Product Award, die Goldene Unruh des Uhren-Magazins, den Capital Watch Award, den Publikumspreis Uhr des Jahres der Welt am Sonntag und den österreichischen Chrono Award.
Als zweite nicht Schweizer Marke nach A. Lange & Söhne wurde Nomos Glashütte 2018 beim Grand Prix d’Horlogerie de Genève ausgezeichnet.